# Церква святого архістратига Михаїла (Слобідка)
Церква святого архістратига Михаїла в Слобідці — однойменні парафії і храми православної та греко-католицької громад у селі Слобідка Чортківського району Тернопільської области.
Православна церква оголошена пам'яткою архітектури місцевого значення.

## Історія церкви
Греко-католицький храм, збудований в 1882 році, наразі перебуває у власності православної громади.
До 1998 року віряни УГКЦ села Слобідка відвідували богослужіння в церкві села Буряківка.
У 1998 році була утворена парафія УГКЦ. 27 грудня 1998 року відбулася перша Служба Божа в греко-католицькому храмі, який збудував Степан Гузій на основі будівлі костелу.
При греко-католицькій парафії діє Вівтарна дружина.

## Парохи
УГКЦ
- о. Іван Авдиковський ([1832]—1848+)
- о. Олексій Авдиковський (1848—1852, адміністратор)
- о. невідомий (1852—1872+)
- о. Олексій Залуцький (1872—1874, адміністратор)
- о. невідомий (1875—1918+)
- о. Іван Церковний,
- о. Іван Полевий,
- о. Степан Війтишин,
- о. Дмитро Ненчин,
- о. Любомир Романишин (з 2013).

ПЦУ
- о. Петро Коробій — нині[2].